# Stylosanthes fruticosa
Stylosanthes fruticosa är en ärtväxtart som först beskrevs av Anders Jahan Retzius, och fick sitt nu gällande namn av Arthur Hugh Garfit Alston. Stylosanthes fruticosa ingår i släktet Stylosanthes och familjen ärtväxter. Inga underarter finns listade i Catalogue of Life.

## Bildgalleri

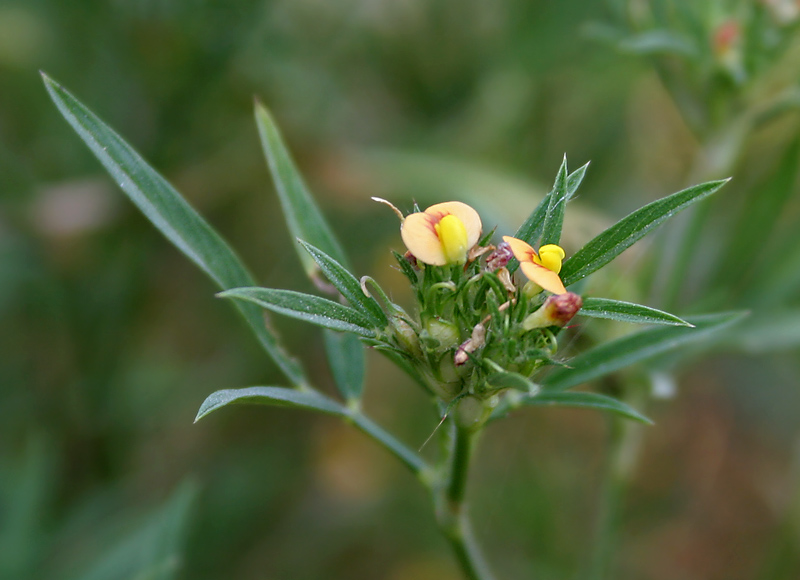
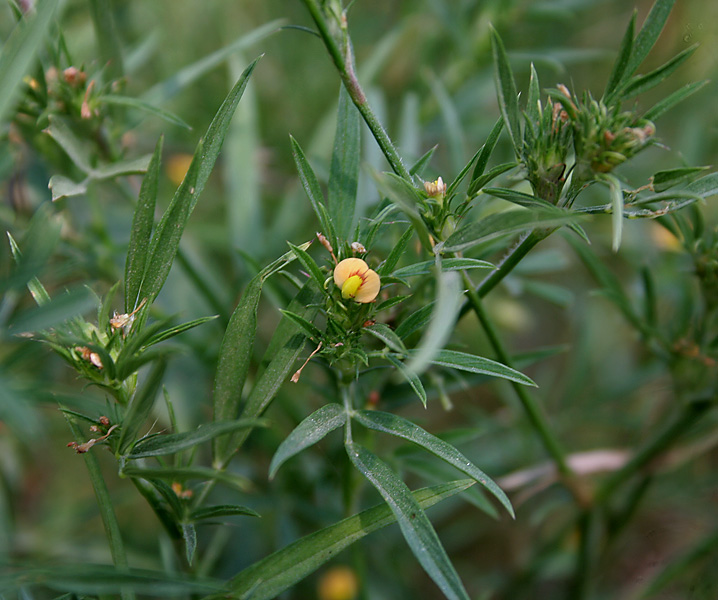
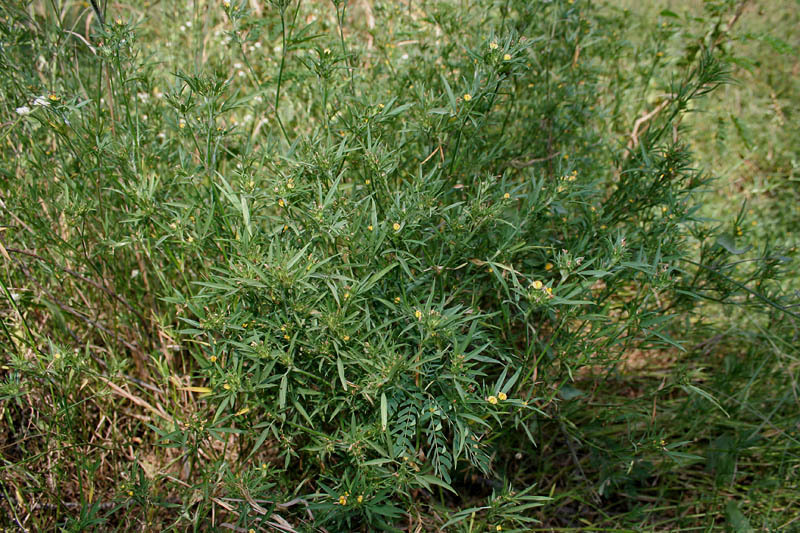
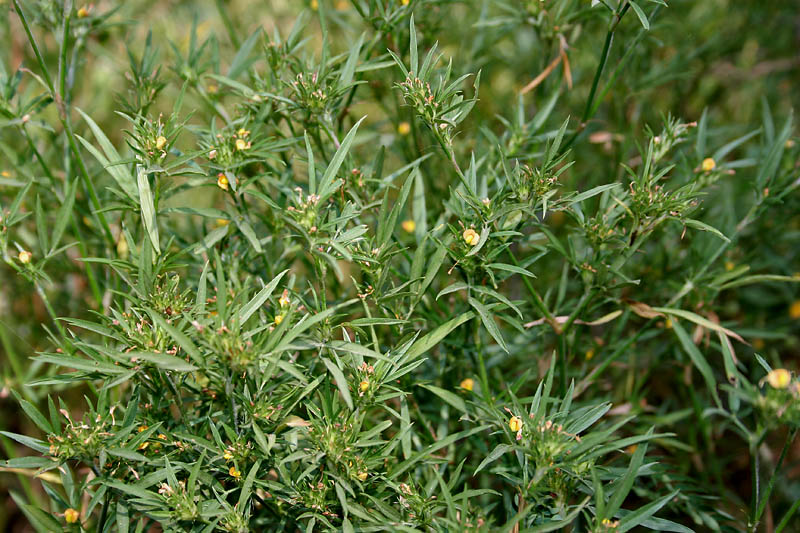